# Christian Tybring-Gjedde

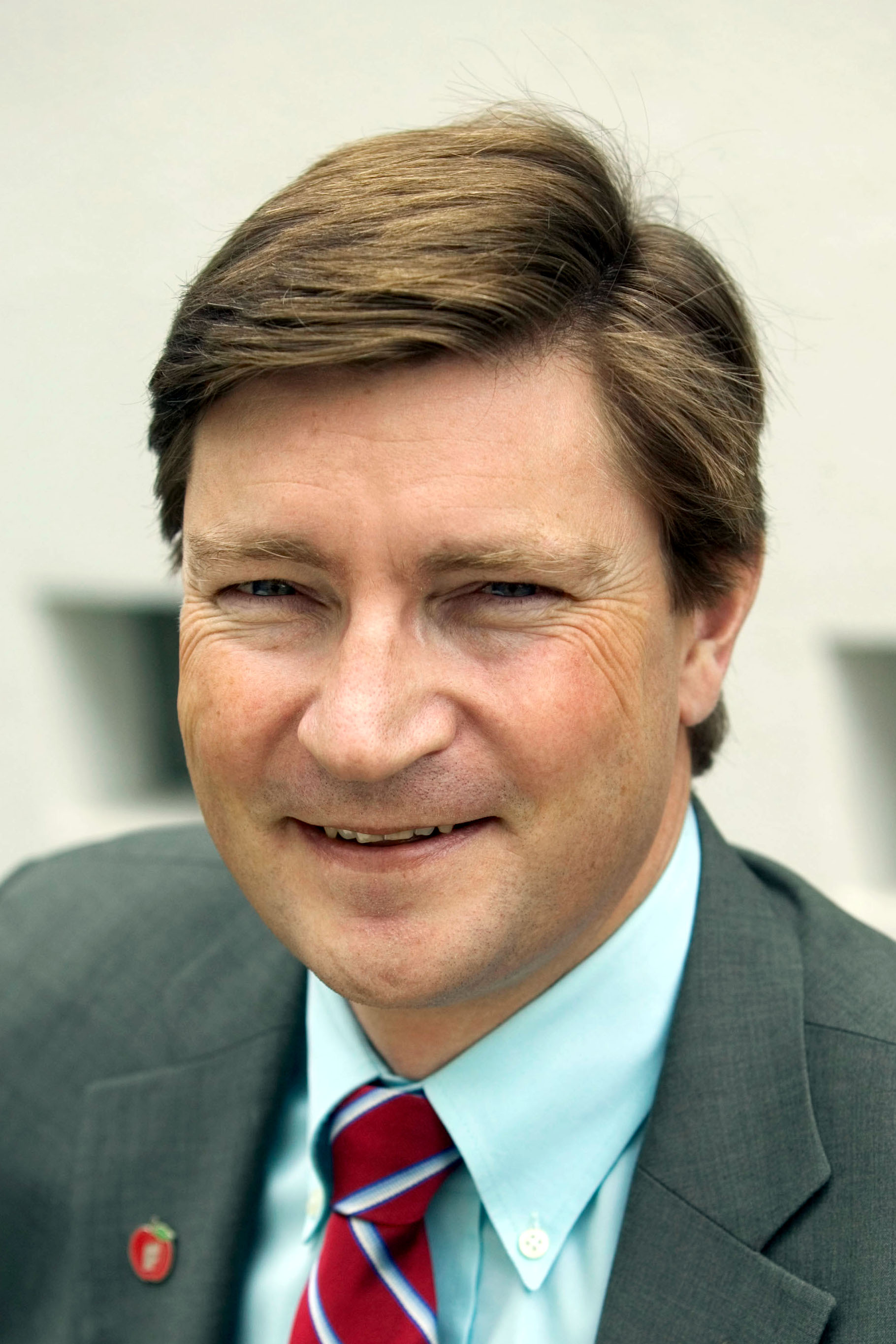
Christian Tybring-Gjedde, 2009

Christian Tybring-Gjedde (* 8. August 1963 in Oslo) ist ein norwegischer Politiker. Bis zu seinem Parteiausschluss im Juli 2024 gehörte er der Fremskrittspartiet (FrP) an. Seit 2005 ist er Abgeordneter im Storting.

## Familie, Ausbildung und Beruf
Nach seinem Schulabschluss studierte Tybring-Gjedde in den Jahren 1984 bis 1988 Politikwissenschaft an der Loyola University Chicago. Er kam dort mit einem Sportstipendium als Wasserballspieler unter. Er wurde auch als Spieler für die norwegische Wasserball-Nationalmannschaft eingesetzt. Nach seinem Studium in Chicago erlangte er 1990 einen Masterabschluss im Fach internationalen Studien an der University of Denver. 1993 wurde er im Verteidigungsministerium angestellt, wo er bis 2005 blieb und in verschiedenen Positionen tätig war. Drei Jahre davon arbeitete er etwa bei der norwegischen NATO-Delegation in Brüssel, von 1996 bis 1997 besuchte er die Militärakademie NATO Defense College in Rom.
Christian Tybring-Gjedde ist mit seiner Parteikollegin Ingvil Smines Tybring-Gjedde verheiratet. Die beiden wurden in den Medien des Öfteren als eine Art „Power-Couple“ der FrP dargestellt. Seine Tochter ist die Høyre-Politikerin Mathilde Tybring-Gjedde.

## Politischer Werdegang

### Lokalpolitiker und Stortingsabgeordneter
Nachdem Tybring-Gjedde bereits von 2001 bis 2003 stellvertretender Vorsitzender der Fremskrittspartiet (FrP) in Oslo war, saß er zwischen 2003 und 2005 im Osloer Stadtrat.
Im Jahr 2005 zog er schließlich erstmals in das norwegische Nationalparlament Storting ein. Dort vertritt er seitdem den Wahlkreis Oslo. In den ersten zwei Legislaturperioden bis September 2013 war er Mitglied im Finanzausschuss. Im Oktober 2013 wechselte er in den Außen- und Verteidigungsausschuss, wo er im Juni 2015 zweiter stellvertretender Vorsitzender wurde. In der Zeit von 2010 bis 2014 stand er außerdem der FrP in Oslo vor. Nach der Wahl 2021 wurde Tybring-Gjedde wieder einfaches Mitglied des Außen- und Verteidigungsausschusses.

### Rückzug und Parteiausschluss
Im April 2024 verkündete er, bei der Stortingswahl 2025 nicht erneut kandidieren zu wollen. Im Juli 2024 wurde Tybring-Gjedde von seiner Partei ausgeschlossen, da er wiederholt demokratische Prozesse und Parteibeschlüsse nicht respektiert habe. Grund für den Ausschluss waren gegenüber TV 2 getätigte Aussagen, dass die Nominierungsliste der Osloer FrP für die Stortingswahl 2025 eine „Auftragsarbeit und parteipolitische Korruption“ sei. Unter anderem warf er dem Nominierungsausschuss vor, den früheren Justizminister Tor Mikkel Wara aufgrund von beruflicher und privater Bekanntschaften auf dem ersten Listenplatz nominiert zu haben. Bereits 2021 hatte Tybring-Gjedde eine Verwarnung erhalten, nachdem er bei einer Wahlkampfveranstaltung einer jungen Frau Geld dafür angeboten hatte, ihren Hidschāb abzulegen.

## Positionen

### Einwanderung
Nach den Anschlägen in Norwegen 2011 wurde ein von Tybring-Gjedde und seinem Parteikollegen Kent Andersen im Jahr 2010 verfasster Beitrag in der Aftenposten kritisiert. Darin setzten sich die beiden mit Einwanderungspolitik und Multikulturalismus auseinander und schrieben unter anderem, dass die sozialdemokratische Arbeiderpartiet die norwegische Kultur erdolchen möchte. Im August 2011 sagte Tybring-Gjedde schließlich, dass er seine Wortwahl bereue.
Im Jahr 2014 veröffentlichte er das Buch Mens orkesteret fortsetter å spille (deutsch: Während das Orchester weiterspielt). Er erklärte, dass Norwegen auf dem Wege zum kulturellen und wirtschaftlichen Ruin wäre und führte das auf eine zu hohe Einwanderung, schlechte Integration und teure Wohlfahrtsmaßnahmen zurück. In einem Interview erklärte er außerdem, dass es bereits keine „schleichende Islamisierung“ – ein aus Reihen der FrP häufiger benutzter Term – mehr gäbe, da diese bereits in vollem Gang sei. Er kritisierte außerdem die Regierungszusammenarbeit seiner Partei mit der liberalen Venstre, da es unmöglich sei, die Einwanderungspolitik beider Parteien zu vereinen. Auch die Zusammenarbeit mit der konservativen Partei Høyre stellte er in Frage.
Im September 2018 erklärte Tybring-Gjedde, dass die FrP in mehreren Bereichen mit den schwedischen Sverigedemokraterna zusammenarbeiten könne. Er schlug vor, deren umstrittenen Vorsitzenden Jimmie Åkesson zu einem Parteitag der FrP einzuladen, seine Partei lehnte das jedoch schließlich ab.

### Donald Trump
Gemeinsam mit seinem Parteikollegen Per-Willy Amundsen gab er im Juni 2018 bekannt, den US-amerikanischen Präsidenten Donald Trump für den Friedensnobelpreis nominiert zu haben. Als Grund gaben sie das Treffen zwischen Trump und dem nordkoreanischen Diktator Kim Jong-un sowie Trumps Abrüstungsbestrebungen auf der Koreahalbinsel an. Die Nominierung wurde von Politikern verschiedener Parteien kritisiert, Petter Eide von der Sosialistisk Venstreparti nannte sie „unseriös“. Im September 2020 kündigte Tybring-Gjedde an, Trump erneut für den Preis nominiert zu haben. Dieses Mal gab er als Begründung an, dass Trump eine zentrale Rolle dabei gehabt hätte, Gespräche zwischen Israel und den Vereinigten Arabischen Emiraten sowie zwischen Indien und Pakistan in Gang zu setzen. Zudem gab er erneut Trumps Einsatz bezüglich Nordkorea als Grund für die Nominierung an.
Im Januar 2021 kritisierte Tybring-Gjedde im Anschluss an den Sturm auf das Kapitol in Washington 2021 den US-Präsidenten dafür, dass er seine Anhänger mit Falschaussagen aufgeheizt hätte und weiter seine Niederlage nicht akzeptiere. Die Nominierung für den Friedensnobelpreis verteidigte er, da diese sich nicht auf die Innenpolitik bezog, sondern für Trumps Einsatz im Mittleren Osten erfolgt wäre.

### Russland
Im russischen Krieg in der Ukraine zeigte Tybring-Gjedde im Jahr 2014 Verständnis für die völkerrechtswidrige Annexion der Krim und er kritisierte Sanktionen gegen Russland. Im Jahr 2023 äußerte er in Bezug auf FrP-Mitglieder, die den russischen Überfall auf die Ukraine im Jahr 2022 unterstützten, dass der einzig moralisch korrekte Standpunkt der sei, dass Russland ein friedliches und selbstständiges Nachbarland angegriffen habe. Im Januar 2024 gab Tybring-Gjedde bekannt, dass er Jens Stoltenberg für seine „hervorragende Arbeit als NATO-Generalsekretär“ für den Friedensnobelpreis nominiert habe. Im Zuge seiner Begründung schrieb er, dass Russlands brutaler und unprovozierter Angriff auf ein Nachbarland am 24. Februar 2022 ein deutliches Signal dafür gewesen sei, dass Russland weiter Ambitionen habe, das russische Imperium wiederherzustellen.

### Leugnung des Klimawandels
Tybring-Gjedde bestritt mehrfach den wissenschaftlichen Konsens über den Klimawandel und bezeichnete ihn als „Klimahysterie“.

## Einordnung
Der Experte für die radikale Rechte Sindre Bangstad ordnet Tybring-Gjedde dem rechtsextremen Spektrum zu und bezeichnet ihn als „einer der Hauptpropagatoren rechtsextremer rhetorischer Tropen über den Islam und Muslime“ in Norwegen. Tybring-Gjedde hat sich selbst als nationalkonservativ bezeichnet; im Jahr 2020 setzte er sich für eine Richtungsänderung der Fortschrittspartei ein, um Norwegen zum „patriotischen Leuchtfeuer“ zu erklären, wobei der Schwerpunkt auf der Einwanderungsbekämpfung und der Ablehnung des wissenschaftlichen Konsenses über den Klimawandel liegt; er forderte ein „vollständiges Verbot der nicht-westlichen Einwanderung“, die er als „Abschaffung des eigenen Volkes“ bezeichnete, und ein Referendum über die Einwanderung. Die Zeitung Vårt Land hat seine Positionen mit denen von Alternative für Deutschland verglichen.